# Publius Vibullius Rufus
Publius Vibullius Rufus est un aristocrate Corinthien, grand-père d'Hérode Atticus.

## Famille
Il est le fils de Lucius Vibullius Saturninus et l'arrière-arrière-arrière-petit-fils de Lucius Vibullius Rufus.
De son épouse, Claudia Athenais, la fille de Tiberius Claudius Hipparchus, il a au moins une fille, Vibullia Alcia Aggripina, qui épousera son oncle Tiberius Claudius Atticus. Il a peut-être eu une autre fille, Vibullia, épouse de Lucius Gellius Iustus, flamines à Corinthe en 127. On lui connait aussi un fils, Lucius Vibullius Hipparchus, archonte en 118.

## Biographie
Bien qu'il soit d'une lointaine origine romaine, il est l'un des notable d'Athènes.